# مؤتمر دومبارتون أوكس

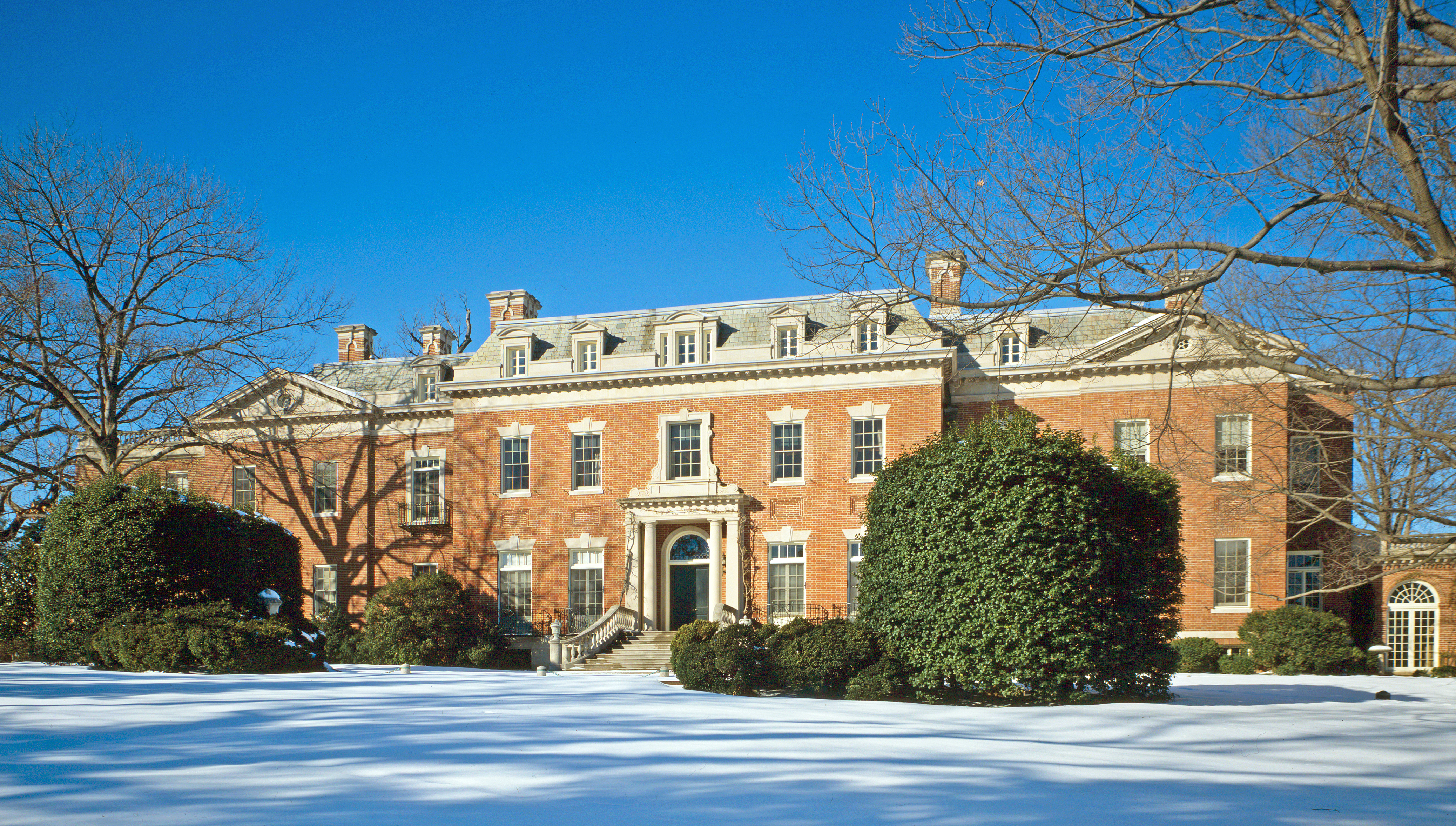
مبنى دومبارتون أوكس

اجتمع ممثلو حكومات (الصين، الاتحاد السوفيتي، المملكة المتحدة، الولايات المتحدة الأمريكية) في دومبارتون أوكس بالقرب من واشنطن في أغسطس وسبتمبر 1944 لمحاولة وضع الأسس والمبادئ التي تقوم عليها الهيئة الدولية الجديدة أي (الأمم المتحدة), ولقد تم الاجتماع على مرحلتين:
- الأولى اجتمع فيها ممثلو الولايات المتحدة مع نظرائهم من الاتحاد السوفيتي والمملكة المتحدة في 21 أغسطس 1944, وذلك بسبب الحرب بين تحاشي اجتماع ممثلو الاتحاد السوفيتي بالصين التي كانت على صراع مع اليابان, وذلك قبل أن يعلن الاتحاد السوفيتي لاحقا الحرب على اليابان.[1][2][3]
- الثانية جمعت ممثلي الولايات المتحدة والمملكة المتحدة مع ممثلي الصين في 29 سبتمبر 1944 حتى 7 أكتوبر 1944.

وقد أسفرت تلك الاجتماعات عن عده مقترحات على أساسها يتم تحديد البيان والأسس التي يتعين عليها أن تقوم المنظمة المقترح إنشاؤها (الأمم المتحدة) والمبادئ التي يجب أن تلتزم بها, ولم تكن تلك الاقتراحات مقدمة في شكل ميثاق للموافقة عليه أو في قالب دستوري, ولكنها كانت مجرد قالب لعرض تلك المبادئ والأسس التي ترتضيها الوفود كي تعرضها على حكوماتها على أساس أنها كانت ثمرة مناقشة دومبارتون أوكس، وهي المقترحات التي ترجع إلى مشروع سمنر ويلز وكيل وزارة الخارجية الأمريكية إلى قسم الشؤون ما بعد الحرب بوزارة الخارجية الأمريكية التي أدخلت عليه بعض التعديلات، وقامت بإجراء الاتصالات لعقد مؤتمر دومبارتون أوكس.

## مقترحات المؤتمر
يمكن إجمال مقترحات دومبارتون أوكس في النقاط التالية :
1. تقام هيئة للتنظيم الدولي تسمي بالأمم المتحدة وتكون غايتها حفظ السلم والأمن الدولي، وتتخذ الإجراءات الحاسمة والمشتركة لمنع أي تهديد للسلم وقمع أعمال العدوان المشتركة.
2. الجمعية العامة تتألف من مندوبي جميع الدول الممثلة في الهيئة ويكون لها نوعان من الوظائف, الأول هو المحافظة على السلام والأمن الدولي، والثاني يتعلق بالميدانين الاقتصادي والاجتماعي.
3. مجلس الأمن يتحمل تبعة الحفاظ على السلام والأمن الدوليين، ويتألف المجلس من 15 دولة تكون من بينهم الولايات المتحدة والمملكة المتحدة وفرنسا والصين والاتحاد السوفيتي أعضاء دائمين فيه بوصفهم دولاً عظمى، وأما باقي الدول يتم انتخابها على أنت تكون مدة العضوية لكل دولة سنتين.
4. يختص مجلس الأمن بالنظر في كل مشكلة تهدد الأمن والسلم الدولي واستمرارية ذلك التهديد, وسن القرارات في حال فشل أطراف النزاع في فض المشكلة بالمفاوضة أو الوساطة أو التحكيم أو القضاء.
5. إذا رأى مجلس الأمن أن التدابير غير العسكرية لم تف بالغرض من اتخاذها, جاز له أن يتخذ بطرق القوات الجوية والبحرية والبرية الأعمال التي من شأنها حفظ الأمن والسلم الدولي, أو إعادته إلى نصابه.
6. يضع مجلس الأمن الخطط اللازمة لاستخدام القوات المسلحة بمساعده لجنة أركان الحرب المكونة من رؤساء أركان حرب الأعضاء الدائمين في مجلس الأمن وطلب مشورتها.
7. رغبة تمكين الأمم المتحدة في اتخاذ التدابير الحربية العاجلة، فيجب أن يكون لدى الأعضاء وحدات جوية أهلية تتمكن من استخدامها على الفور.
8. ليس هناك أية مقترحات في دومبارتون أوكس يمنع قيام أي منظمة إقليمية من أهدافها الحفاظ على السلام والأمن الدولي, وتكون أهدافها في صالح الأمم المتحدة.
9. تتضمن المقترحات إنشاء محكمة عدل دولية على نمط دائم.
10. تعنى الجمعية العامة والمجلس الاقتصادي والاجتماعي الذي يعمل تحت إشرافها بالمسائل الاقتصادية والإنسانية، ويتألف المجلس الاقتصادي الاجتماعي من 18 عضو تنتخبهم الجمعية العامة لمده ثلاث سنوات والمجلس يتخذ قراراته بالأغلبية المطلقة.